# François-Joseph Halkett
François-Joseph Halkett (Brussel, 5 december 1856 - Elsene, 1921) was een Belgisch kunstschilder.

## Levensloop
De familie was afkomstig uit Schotland. Een voorouder was een militair die ten tijde van de Slag bij Waterloo in militaire dienst naar België kwam.
Halkett was leerling aan de Tekenschool in Sint-Jans-Molenbeek en aan de Academie van Brussel (oktober 1877-mei 1880) bij Jean Portaels, Joseph van Severdonck en Joseph Stallaert. Zijn medeleerlingen waren onder meer Willy Finch, Fernand Khnopff, Darío de Regoyos, James Ensor en Eugène Broerman. 
Zoals zovele jonge academiestudenten in Brussel uit die tijd werd hij lid van de kunstenaarsvereniging L'Essor. Hij werd ook lid van Les Hydrophiles, een Brusselse club van aquarellisten en etsers. Hij nam deel aan de Romeprijs voor Schilderkunst in 1880 en 1886 maar zonder succes. Tijdens de Eerste Wereldoorlog verbleef hij in Groot-Brittannië. Hij woonde in de Aquaductstraat 83 in Brussel.
Hij had twee dochters, Alice en Lucie.

## Oeuvre
Halkett schilderde sociaal bewogen onderwerpen, interieurs, figuren, portretten, stillevens, landschappen en marines. Enkele titels: “Zeelieden bij Cap Griz Nez”, “Roodkapje”.
Zijn magnum opus is een reusachtig drieluik “In het dennenbos” uit 1884, nu in de verzameling van de Brusselse gemeente Sint-Jans-Molenbeek. Het schilderij, geschilderd in de bossen van Genk, is bijna 550 cm lang bij 270 cm hoog. Het doek, dat een blijkbaar ziekelijke vrouw zittend in en bos als centraal thema heeft, omring door andere personages, straalt een bewust gewilde onaangename, droevige maar tevens een bijna pre-surrealistische sfeer uit. Een voorstudie voor het linkerpaneel van dit werk wordt bewaard in het Genkse Emile Van Dorenmuseum.
In het venduhuis Horta in Brussel werd in veiling van 14-15 juni 2010 een opmerkelijk ensemble van zijn werken geveild, voornamelijk portretten van zijn dochters,  dat van zijn zuster en een zelfportret.

## Tentoonstellingen
- 1887, Parijs, Salon
- 1888, Parijs, Salon
- 1889, Parijs, Wereldtentoonstelling
- 1890, Brussel, Cercle Artistique (januari; samen met drie andere kunstenaars, Crabeels, Seghers en Van der Haeghen)
- 1892, Brussel; Cercle Artistique (3-14 maart; samen met Philippet)
- 1910, Brussel, Wereldtentoonstelling